# Zoom (телеканал)
«Zoom» — загальноукраїнський телеканал медіаконгломерату «Inter Media Group».

## Історія
Телеканал розпочав мовлення 1 червня 2013 року замість MTV Україна.
З 25 грудня 2016 року телеканал мовить у форматі 16:9.
31 березня 2021 року почав мовлення у стандарті високої чіткості (HD).
Через російське вторгнення в Україну з 24 лютого 2022 до 31 грудня 2024 року телеканал цілодобово транслював інформаційний марафон «Єдині новини». До 14 червня 2024 року в етері була відсутня реклама.
1 березня 2024 року телеканал припинив супутникове мовлення. 28 березня Національна рада України з питань телебачення і радіомовлення змінила технологію мовлення на OTT/IPTV.
1 січня 2025 року телеканал перезапустився, змінивши формат з розважального на просвітницько-інформаційний, і водночас відновив самостійне мовлення. Російськомовні програми тепер транслюються в українському озвученні.

## Рейтинги
2021 року частка каналу «Zoom» склала 0,12 % з рейтингом 0,02 % (дані Індустріального Телевізійного Комітету, аудиторія 18-54 міста 50 тис.+, 34-е місце).

## Логотипи
Телеканал змінив 2 логотипи. Нинішній — 3-й за ліком.
| Логотип | Опис |
| ------- | --- |
|         | З 1 червня 2013 до 31 грудня 2014 року логотипом телеканалу був стилізоване слово «ZOOM» у жовтогарячих відтінках. Знаходився у правому верхньому куті. У траурні дні логотип змінював колір на чорний. |
|         | З 1 січня 2015 до 31 грудня 2024 року логотипом був синій прямокутник з білим написом «ZOOM». Знаходився там само. Для HD-версій телеканалу було доповнено напис «HD». Після початку повномасштабного російського вторгнення в Україну з 24 лютого до 5 липня 2022 року під логотипом був прапор України у серці з підписом «#UAразом». |
|         | З 1 січня 2025 року логотипом є біле слово «ZOOM». Від літери «M» праворуч розташовується обернений червоний трикутник з жирними білими смугами на двох його сторонах, які нагадують цифру «7». |

## Мовлення

### Етерне цифрове мовлення
| Канал | Мультиплекс | Стандарт | EPG        | Формат мовлення |
| ----- | ----------- | -------- | ---------- | --------------- |
| 3     | MX-3        | DVB-T2   | Green tick | SD 576i 16:9    |

## Наповнення етеру

### Програми
- Випадковий свідок
- Втеча. Реальні історії
- Історії війни
- Легенди карного розшуку
- Останній день диктатора
- Правда життя
- Правда життя. Професійні байки
- Речдок
- Речовий доказ
- Страх у твоєму домі
- Судові справи: Злочин і кара
- Таємниці кримінального світу
- Таємниці світу

### Іноземні програми
- Імперії поза законом
- Реальна поліція
- Реальне ФБР

### Архівні програми

#### Українські
- Zoom Music
- Адаптер
- Бійцівський клуб
- Богині ефіру
- Велика різниця по-українськи
- Дім на заздрість усім
- Зіркові долі
- Карамболь
- Київ Вечірній
- Кліптоманьяки
- Пороблено в Україні
- Скептик
- Три сестри
- Хі та Ха
- Ху із Ху
- Штучки
- Щоденник вагітної

#### Іноземні
- Американський наречений
- Вайп-аут
- Досьє Голівуда
- Знаменитості
- Інстагламур
- «Косметичний ремонт» (англ. Snog Marry Avoid?, частковий переклад)
- Неймовірні зіркові долі
- Скандальний топ
- Топ 20: Зворотній Відлік

### Серіали
- Буремний шлях
- Захоплення
- Морський патруль
- СБУ. Спецоперація

## Хакерська атака
23 лютого 2023 року російські хакери зламали етер телеканалу, а також низку інших сайтів державних установ України. В етері «Zoom» вони транслювали гімн СРСР і привітали з «днем захисника вітчизни».